# Hubert-Pascal Ameilhon
Hubert-Pascal Ameilhon (Paris, 7 de abril de 1730 - 1811) foi um historiador e bibliotecário francês. 
Ele trabalhou pela primeira vez na Bibliothèque historique de la ville de Paris, a biblioteca histórica da cidade de Paris. Em 1766 ele publicou uma história do comércio e da navegação marítima no Egito ptolemaico, uma obra que foi elogiada pela Académie des Inscriptions et Belles-Lettres, da qual ele se tornou membro em 1766. Ele completou o multi-volume Histoire du Bas-Empire, uma história do Império Romano Tardio e do início da Europa medieval, deixada inacabada por Charles Le Beau. Assumindo o trabalho de Gabriel de La Porte du Theil, ele produziu a primeira tradução (em latim e francês) da inscrição em grego clássico na Pedra de Roseta, publicada em 1803.
Ele foi responsável por salvar até oitocentos mil livros impressos, ameaçados de destruição nos primeiros anos da Revolução Francesa. Muitos deles encontraram abrigo na Bibliothèque de l'Arsenal, da qual ele se tornou diretor em 1800 e administrador perpétuo em 1804.

## Principais obras
- Histoire du commerce et de la navigation des Égyptiens, sous le Règne des Ptolémées (1766).
- Histoire du Bas-Empire en commençant à Constantin le Grand par Charles Le Beau (vols 22-29, 1781-1817).
- Éclaircissements sur l'inscription grecque du monument trouvé à Rosette (1803).